# جوزيه دنت
جوزيه دنت هو محامي وسياسي أمريكي، ولد في 1817 في مقاطعة تشارلز في الولايات المتحدة، وتوفي في 1898 في بيركلي سبرينغز في الولايات المتحدة. نشط حزبياً في الحزب الديمقراطي. وقد انتخب عمدة واشنطن العاصمة.